# NGC 3563B
NGC 3563B في الفهرس العام الجديد، هي مجرة، تقع في كوكبة الأسد. اكتشفت بواسطة أوتو ستروف.

## روابط خارجية
- NGC 3563B على موقع ويكي سكاي: DSS2, SDSS, GALEX, IRAS, Hydrogen α, X-Ray, Astrophoto, Sky Map, Articles and images